# Alfons el Blue
Alfons Pérez Daràs, més conegut com el Blüe, (Plana Baixa, 3 de gener de 1991) és un cantant de Hip Hop, escriptor, creador de contingut i actor de veu valencià. Va ser un dels pioners en fer rap en valencià. Hui és el cantant i líder del grup de Hip Hop en valencià Malparlat.

## Trajectòria
L'any 2009 es donava a conèixer amb "Míster, jo puc fer-ho millor", i el 2011 publicava "Qui va matar a Alfxnsx Pérez?", nominat als premis Ovidi Montllor l'any 2012 en la categoria de "Millor disc de Hip Hop o electrònica".
El 2012 publicava el single "Silenci", cançó d'èxit la qual va quedar en cinquena posició a l'enquesta "Millor cançó castellonera de l'any 2012" per la revista digital nomepierdoniuna de la qual es va fer un Remix amb alguns dels principals noms del Hip Hop català com Putu Nota; així com Jezie de Sant Marcel·lí o Ivan Gosp d'Aspencat, i guanyaria el concurs UJIPOP amb el qual actuaria i formaria part del Red Bull Tour Bus.
El 2013 seria el guanyador del concurs de música en català Rockpenat en la seua cinquena edició. Eixe any actuaria a alguns dels concerts més importants del País Valencià, acompanyat per grups com Fermín Muguruza, Orxata i At Versaris, o Aspencat.
El 2014 publicaria "Efecte Papallona" després d'un projecte de micromecenatge aconseguint situar el seu disc entre els més destacats de l'any. Gravaria videoclip a Sevilla de la cançó "David vs Goliath", amb la col·laboració de l'MC Halberto El Cheff de El Límite, un destacat grup de Hip Hop sevillà. La seua cançó "Acció i reacció" amb Pau Alabajos seria recollida al recopilatori "La Gira!" d'Escola Valenciana, i nominada a millor cançó de l'any 2014 per Nomepierdoniuna. De la mateixa manera, el videoclip "Atlantis" també seria considerat dels millors de l'any.
El 2015 publicaria "SomRiure". El 19 d'octubre del 2015, després d'haver participat en els principals concerts i festivals d'eixe any, com el Feslloc, l'A la Lluna (on, per primera vegada, fusionaria el Hip Hop en valencià amb la tradicional dolçaina) o el TroVAM!, va anunciar al seu facebook que deixava indefinidament la música.
L'any 2018, Alfons és motiu d'actualitat. Primer, pel teaser "I diu aixina" publicat a YouTube sota el pseudònim d'Alfons. Després, per la seua participació en el programa d'à Punt Mèdia "Family Duo" acompanyat per la seua germana Carmen. L'actuació es faria viral, superant les 300.000 reproduccions a Facebook i apareixent, fins i tot, a l'APM. Seria, també, un dels protagonistes de l'especial de rap&trap de la revista Enderrock, apareixent el "Rap de la paella" al recopilatori que acompanyava la distribució de la revista.

## Malparlat
L'any 2019, Alfons torna a l'escena amb el grup Malparlat, amb el qual es presenta al públic de forma molt exitosa amb la cançó de trap "Taronja", amb un missatge crític amb la situació del cítric, i humorístic al mateix temps. Gràcies al seu treball, Malparlat serien portada de diverses revistes de renom a la cultura Hip Hop de parla hispana, a la premsa de tirada nacional com regional, o dins la mateixa premsa especialitzada de la cultura musical valenciana
El 2020, gràcies a l'èxit de Malparlat, realitza diversos cameos i entrevistes per a À Punt, a programes com Territori Sonor o Podríem fer-ho millor, presentat pel famós youtuber Carles Caparrós d'El Canal de Korah, i resulta un convidat de luxe a la Gala del Dia Mundial de la Ràdio organitzada per València Plaza, acompanyant l'eminent Luis del Olmo, President d'Honor de l'Acadèmia Espanyola de la Ràdio, el raper alacantí Arkano o l'ex-xica OT Sandra Polop.
Amb la crisi del COVID-19, Alfons es reinventa i es converteix en un dels principals exponents del moviment valentuber abanderant un Taller de Rap en valencià online que de nou seria protagonista de portades a diferents mitjans de comunicació. També s'anuncia la seua actuació al Feslloc, que es veurà truncada per necessitats del festival arrel la pandèmia.
El 2022 publica Sentimantral, disc guardonat amb el Premi Ovidi i nominat als Premis Carles Santos.

## Trajectòria literària
Es autor de la novel·la juvenil Aitana Torrent, caçadora d'espantacriatures per la qual va guanyar el Premi Diafebus de Novel·la Juvenil el 2022 i el Premi de la Crítica dels Escriptors Valencians que atorga l'Associació d'Escriptors en Llengua Catalana el 2024.

## Curiositats
Alfons és graduat en Dret per la Universitat Jaume I de Castelló de la Plana i actor de doblatge. També imparteix classes de Rap a l'EMMA (Escola de Música Moderna d'Almenara). Ha sigut futbolista no professional en diversos equips de Regional Preferent de la Plana, i entrenador al futbol base del Club La Vall i l'UE Vall d'Uixó.
Actualment treballa com a docent. Va ser preparador de l'actual guanyador del Cresta Vermella dins del Concurs d'Oratòria Última Paraula del projecte estudiantil Impuls FP de Generalitat de Catalunya, amb un jurat conformat pels també rapers Kovitch i Daura Mangara.
Pel que fa a la creació de contingut, Alfons és un reconegut divulgador cultural i activista per la llengua. Va ser creador de la I Gala de Creació de Contingut en Valencià el 2022, i amb els seus projectes ha guanyat guardons com el premis a Millor Pòdcast valencià d'història i misteri amb Baix La Lluna, o Millor Pòdcast valencià revelació amb Sentit Aràcnid, pòdcast que emet Cadena SER Ràdio Castelló. Tanmateix, recentment ha guanyat el premi a Millor Creador de Contingut Social en la Gala de Premis de la Creació de Contingut d'Ondara compartint gala amb creadors com Cabra Fotuda.

## Discografia
EN SOLITARI
- "Licantropía" (Maqueta, 2007)
- "Míster, jo puc fer-ho millor" (Maqueta, 2009)
- "Qui va matar a Alfxns Pérez?" (LP, 2011)
- "Silenci" (Single, 2012)
- "Efecte Papallona" (LP, 2014)
- "#SomRiure" (EP, 2015)

MALPARLAT
- "Poèticament incorrecte" (LP, 2019)
- "Sentimantral" (LP, 2022)